# Lishao
Lishao (kinesiska: 黎少) är en köping i sydöstra Kina. Den ligger i Luoding i staden Yunfu i provinsen Guangdong, omkring 190 kilometer väster om provinshuvudstaden Guangzhou. Antalet invånare är 39 966. Befolkningen består av 20 034 kvinnor och 19 932 män. Barn under 15 år utgör 25,0 %, vuxna 15-64 år 62 %, och äldre över 65 år 11,0 %.